# 无毛禾叶蕨
无毛禾叶蕨（学名：Grammitis adspersa），为禾叶蕨科禾叶蕨属下的一个植物种。